# Tuba, Hama
Tuba, Hama (tiếng Ả Rập: الطوبة) là một ngôi làng Syria nằm ở phó huyện Salamiyah thuộc huyện Salamiyah, Hama. Theo Cục Thống kê Trung ương Syria (CBS), Tuba, Hama có dân số 262 trong cuộc điều tra dân số năm 2004.